# Die Frau, die an Dr. Fabian zweifelte
Die Frau, die an Dr. Fabian zweifelte ist ein deutscher Autorenfilm von Andi Rogenhagen aus dem Jahr 2002.

## Handlung
Paul ist Medizinstudent, verbringt aber sein Studium bisher damit sein Leben zu genießen, unter anderem mittels Drogenkonsums. Nachdem der Kurier seines Dealers Glatze unter mysteriösen Umständen ausgefallen ist, erhält er die Gelegenheit die nächste Fuhre zu übernehmen. Er soll diese über die Grenze schmuggeln. Leider nascht er von dem Stoff und findet sich am darauffolgenden Tag und nach einem üblen Trip im Krankenhaus wieder.
Von dort flieht er, schleppt sich in seine Wohnung und bricht dort erneut zusammen. Währenddessen hat sein Vater Willi von der Sache Wind bekommen und fährt kurzentschlossen los, seinen Sohn aus dem Drogensumpf zu holen. Nach erfolgreicher Mission sperrt er diesen in seinen alten Hundekäfig und will ihn dazu zwingen den Bastei-Heftroman Die Frau, die an Dr. Fabian zweifelte auswendig zu lernen, damit er mal was für sein Studium tut.
Unterdes macht sich der Dealer Ingo zusammen mit seinem behinderten Halbbruder Super auf, seine Ware zurückzuholen. Auch Pauls Freundin Lena fährt los, um Paul zu finden.
Zwischen Paul und seinem Vater wird mittlerweile die zerrüttete Vater-Sohn-Beziehung aufgearbeitet, was darin gipfelt, dass Willi seinen Sohn dazu bringen wird ihm bei der Rückeroberung seiner ehemaligen Frau (auch Pauls Mutter) zu helfen.
Als die Drogendealer den vermeintlichen Drogendieb schlussendlich aufspüren, gelingt es Paul nur mit Mühe zu überleben.

## Hintergrund
Willi beendet jegliche Diskussion, zum Beispiel die um die drakonischen Maßnahmen gegenüber seinem Sohn, stets mit dem markanten Ausspruch: „Das ist so. Ende.“. Dieser kann stellvertretend für die gesamte Handlung des Films gesehen werden.
Das Drehbuch zum Film wurde auch auf der Lesereihe Readings – Neues aus dem Giftschrank vorgestellt.